# 京田憲治
京田 憲治（きょうだ けんじ）は、日本の元アマチュア野球選手である。ポジションは内野手。

## 来歴・人物
鹿児島玉龍高校で3年生の時に遊撃手として活躍し、1965年夏の甲子園県予選で鹿児島実業高校を破り、夏の甲子園への出場を果たす。1回戦では武相高校と対戦。1回裏に大会第1号本塁打を放ち、2点を先制するが、のちに逆転され敗退した。高校同期に投手の瀬田豊文らがいた。
同年のドラフト会議で西鉄ライオンズから14位指名されたが入団を拒否。
高校卒業後は立教大学に進学。東京六大学野球リーグでは1966年春季リーグで優勝を経験、しかしその後は優勝に届かなかった。大学同期にエースの土井池憲治、捕手の田中鞆雅（日本石油）、内野手の中沢春雄らがいた。
卒業後は社会人野球の住友金属に入団する。1971年の都市対抗野球では、新日本製鐵広畑の補強選手として出場。三塁手として活躍し、チームの優勝に貢献。同大会の優秀選手に選ばれた。同年の第9回アジア野球選手権大会日本代表となる。1973年の都市対抗野球では、左翼手として出場。翌年の都市対抗野球では、新日本製鐵広畑の補強選手となり、中堅手として出場した。